# Microbriza poimorpha
Microbriza poimorpha là một loài thực vật có hoa trong họ Hòa thảo. Loài này được (J.Presl) Parodi ex Nicora & Rúgolo mô tả khoa học đầu tiên năm 1981.